# Prêmio Lewis Thomas
O Prêmio Lewis Thomas (em inglês:  Lewis Thomas Prize for Writing about Science), denominado em memória de seu primeiro recipiente, Lewis Thomas, é um prêmio anual de literatura concedido pela Universidade Rockefeller a cientistas ou médicos considerados como tendo alcançado uma significativa conquista literária; reconhece "cientistas como poetas". Originalmente denominado Lewis Thomas Prize for the Scientist as Poet, o prêmio foi concedido pela primeira vez em 1993. Os escritos dos destinatários preenchem a lacuna entre o laboratório e o mundo em geral, no espírito da coletânea de ensaios de Lewis Thomas The Lives of a Cell.
A cerimônia de entrega do prêmio é geralmente na forma de uma palestra; os recipientes recebem uma medalha, uma citação e um prêmio em dinheiro.
Os recipientes subsequentes do prêmio, concedido a primeira vez em 1993 para Thomas, são:
- 1994: François Jacob[3]
- 1995: Abraham Pais[4][5]
- 1996: Freeman Dyson[6][7]
- 1997: Max Perutz[8]
- 1998: Ernst Mayr[9]
- 1999: Steven Weinberg[10]
- 2000: Edward Osborne Wilson[11]
- 2001: Oliver Sacks[12][13]
- 2002: Jared Diamond[14]
- 2003: Richard Fortey
- 2004: Jean-Pierre Changeux[15]
- 2005: Thomas Eisner[16][17]
- 2006: Richard Dawkins[18]
- 2007: James Watson[19]
- 2008:Robert Sapolsky[20]
- 2009: Martin Rees[21]
- 2012: Kay Redfield Jamison[22]
- 2013: Frances Ashcroft
- 2014: Atul Gawande[23]
- 2015: Ian Stewart e Steven Strogatz[24][25]
- 2016: Sean Carroll[26] [27]
- 2017: Sylvia Earle[28] [29]
- 2018: Kip Thorne[30] [31]
- 2019: Siddhartha Mukherjee[32]

## Vídeos do Prêmio Lewis Thomas - Lectures
- [2012-2019: https://www.rockefeller.edu/lewis-thomas-prize/recipients/]